# João Aparecido Bergamasco
João Aparecido Bergamasco S.A.C. (Umuarama, 15 de maio de 1967) é um prelado católico brasileiro e religioso da Sociedade do Apostolado Católico, atual bispo de Primavera do Leste-Paranatinga.

## Biografia

### Primeiros anos
Dom João nasceu no distrito de Marabá, na época na área rural do município de Cianorte e atualmente parte de Tuneiras do Oeste (PR), como o oitavo dos doze filhos de Maria Gimenez (filha de imigrantes espanhóis) e Antônio Osvaldo Bergamasco (neto de imigrantes italianos). Recebeu o sacramento do batismo cinco dias depois, na Igreja Matriz de São Francisco de Assis, naquela cidade.

### Presbiterado
Graduou-se em Filosofia pelo Instituto de Filosofia e Teologia Santa Maria (embrião da Faculdade Palotina de Santa Maria), em Santa Maria, Rio Grande do Sul, de 1987 a 1988, e em Teologia, de 1990 a 1993, na mesma instituição. Professou na Sociedade do Apostolado Católico em 25 de março de 1990 e foi ordenado presbítero em 26 de dezembro de 1993. Posteriormente, complementou sua formação fazendo o curso de Formador para a Vida Religiosa e Consagrada no Instituto Santo Tomás de Aquino, em Belo Horizonte, Minas Gerais, entre 2009 e 2010.
Após sua ordenação, foi enviado em missão ao Estado de Rondônia, onde trabalhou como vigário paroquial, de 1994 a 1995, na Paróquia São Francisco de Assis, em Ariquemes. Foi o idealizador do Santuário Diocesano de Santo Antônio, em Iporã, Paraná onde foi pároco em 1999 e 2000 e ambém integrou o Conselho Presbiteral na Diocese de Umuarama PR. Em Cerejeiras, Rondônia, onde permaneceu até o final de 1998, foi diretor da Rádio Comunitária FM, assessor da Pastoral da Juventude da Área Episcopal.
Em 2001, assumiu como reitor do Santuário de Nossa Senhora de Fátima, no coração do bairro da Praça 14 de Janeiro, em Manaus, Amazonas. Foi reitor do Seminário São Vicente Pallotti em Palotina, Paraná, até o final de 2010. Em 2011, assumiu a missão de ser diretor financeiro da Gráfica e Editora Pallotti, em Porto Alegre, Rio Grande do Sul. Em 2012, voltou a Manaus, onde atuou na Paróquia N. Sra. Rainha dos Apóstolos e na Área Missionária da Ponta Negra; em ambas fez vários trabalhos junto às pastorais, movimentos e grupos. Trabalhou ainda na Paróquia São Roque e foi diretor da Rádio Vicente Pallotti de Coronel Vivida, Paraná.
Em agosto de 2017, assumiu a Paróquia Nossa Senhora de Fátima de Fátima do Sul, Mato Grosso do Sul, da Diocese de Dourados. onde foi nomeado bispo de Corumbá MS em 19 de dezembro de 2018.

### Episcopado
Em 19 de dezembro de 2018, o Papa Francisco escolheu Pe. João para ser o novo bispo da Diocese de Corumbá, Mato Grosso do Sul, em substituição a Dom Segismundo Martínez Álvarez, SDB, que renunciou ao múnus episcopal por força da idade.
Sua sagração episcopal se deu em 3 de março deste ano, na Catedral do Divino Espírito Santo, em Umuarama, sua terra natal, presidida por Dom José Maria Maimone, SAC, bispo-emérito de Umuarama, com auxílio de Sérgio Eduardo Castriani, C.S.Sp., arcebispo de Manaus, e de Dom Henrique Aparecido de Lima, C.Ss.R., bispo de Dourados. A celebração contou com a presença de diversos bispos e arcebispos do Paraná e de outros estados brasileiros como Pará, Mato Grosso do Sul e Amazonas. O novo bispo adotou como lema: "Permanecei no meu amor", como referência ao capítulo 15 do Evangelho de João. Sua posse está marcada para 23 de março.
Em 4 de outubro de 2023, foi transferido para a Diocese de Primavera do Leste-Paranatinga.